# Novapus nitidus
Novapus nitidus är en skalbaggsart som beskrevs av Blackburn 1895. Novapus nitidus ingår i släktet Novapus och familjen Dynastidae. Inga underarter finns listade i Catalogue of Life.